# The Grand Tour
The Grand Tour was een Brits autoprogramma van Prime Video. Het werd gepresenteerd door Jeremy Clarkson, Richard Hammond en James May.
De drie presentatoren waren in dienst van de BBC, waar ze het populaire Top Gear presenteerden. Nadat Clarkson zijn contract niet verlengd werd na het slaan van Oisin Tymon (producer en voormalig assistent-producer van Top Gear), stapten de drie, samen met producer Andy Wilman, gezamenlijk over naar Amazon. De overeenkomst bestaat uit 36 afleveringen, die in een periode van drie jaar worden uitgezonden. Op 18 november 2016 ging The Grand Tour in première op het video-on-demandkanaal Amazon Prime Video in het Verenigd Koninkrijk, de Verenigde Staten, Duitsland en Japan. In december werd de show beschikbaar voor 195 andere landen.

## Format
Oorspronkelijk zou The Grand Tour alleen vooraf opgenomen beelden die op locatie werden opgenomen uitzenden, zonder de drie presentatoren in een studio. Nadat de titel van het programma bekend werd gemaakt, werd onthuld dat er wel studiosegmenten zouden worden opgenomen in een grote tent, die zich in elke aflevering op een andere locatie bevindt. Deze studio-opnamen worden wereldwijd gemaakt; zo werd er begonnen met filmen in Johannesburg en werden er tevens afleveringen opgenomen in Stuttgart, Dubai en Rotterdam.

## Productie
Na diverse trailers waarin Clarkson, Hammond en May brainstormen over een naam voor hun nieuwe programma, werd op 11 mei 2016 bekend dat de show The Grand Tour zou gaan heten. Op 28 juni 2016 maakte Clarkson via Twitter het logo van de show bekend. De naam van de show is geïnspireerd door de term grand tour, een uitgebreide reis over het Europese vasteland. De show wordt gepresenteerd vanuit een paar grote tenten die over de hele wereld worden verscheept. Het Nederlandse bedrijf United Broadcast Facilities is verantwoordelijk voor de technische realisatie van de show.

## Onderdelen

### Testcircuit

Het "Eboladrome"-testcircuit

The Grand Tour heeft een testcircuit met de naam "Eboladrome", gelegen op het voormalige vliegveld RAF Wroughton. Clarkson zei in de eerste aflevering dat deze naam gekozen was "omdat de vorm doet denken aan de structuur van het Ebolavirus".
Delen van het circuit hebben namen als het "Isn't Straight" (is niet-recht), "Old Lady's House" (huis van de oude dame) en "Your Name Here" (uw naam hier; waar adverteerders hun reclameborden kunnen ophangen).
Op het circuit worden auto's getest door voormalig NASCAR-coureur Mike Skinner, die in de show bekendstaat als "The American" (De Amerikaan). Volgens de presentatoren werd Skinner ingehuurd omdat Amazon.com dit verplichtte. Skinner is een stereotiepe redneck en beschouwt alles dat niet Amerikaans is, geen motor aan de voorkant heeft en geen V8-motor heeft, als communistisch. Wanneer hij zijn ronde rijdt, maakt Skinner altijd sarcastische opmerkingen over de auto's waar hij op dat moment in rijdt.
Vanaf seizoen 2 is Mike Skinner vervangen door Abbie Eaton als testcoureur.
Rondetijden
| Auto                            | Tijd   | Conditie | Aflevering |
| ------------------------------- | ------ | -------- | ---------- |
| McLaren Senna                   | 1:12.9 |          | 25         |
| NIO EP9                         | 1:15.0 |          | 30         |
| Aston Martin Vulcan             | 1:15.5 |          | 2          |
| Lamborghini Huracán Performante | 1:16.8 |          | 20         |
| Ford GT                         | 1:17.6 |          | 21         |
| McLaren 650S                    | 1:17.9 |          | -          |
| McLaren 720S                    | 1:17.9 |          | 17         |
| Mercedes AMG GT R               | 1:18.7 |          | 15         |
| Audi R8 V10 Plus                | 1:19.2 |          | -          |
| Jaguar XE Project 8             | 1:19.3 |          | 28         |
| BMW M5 (Seizoen 3)              | 1:20.4 |          | 31         |
| Porsche 911 GT3 RS              | 1:20.4 |          | -          |
| Nissan GT-R                     | 1:21.2 |          | -          |
| Porsche 911 C2S                 | 1:21.4 |          | -          |
| Alpina B5                       | 1:21.6 |          | 31         |
| BMW M4 GTS                      | 1:22.4 |          | 4          |
| Porsche 718 Boxster S           | 1:23.4 |          | -          |
| Alpine A110                     | 1:23.7 |          | 29         |
| BMW M5                          | 1:24.2 |          | -          |
| BMW M3                          | 1:24.3 |          | -          |
| Honda NSX                       | 1:26.0 | Nat      | 9          |
| BMW M2                          | 1:26.2 |          | 1          |
| Alfa Romeo Giulia Quadrifoglio  | 1:27.1 | Nat      | 10         |
| Honda Civic Type R              | 1:28.2 |          | -          |
| Ford Focus RS                   | 1:28.4 |          | 6          |
| Lexus GS-F                      | 1:29.6 | Vochtig  | 12         |
| Ford Mustang GT                 | 1:29.6 |          | 6          |
| Tesla Model X                   | 1:29.6 |          | -          |
| Ford Fiesta ST200               | 1:32.8 |          | -          |
| Bugatti EB110 SS                | 1:32.8 | Nat      | 22         |
| Fiat Abarth 124 Spider          | 1:33.7 | Nat      | 11         |
| Jaguar XJ220                    | 1:35.1 | Nat      | 22         |
| Volkswagen Up! GTi              | 1:39.7 | Nat      | 18         |

### Conversation Street
Elke week bespreken Clarkson, Hammond en May autogerelateerd nieuws. Elke week wordt er voor dit segment een nieuw introductiefilmpje opgenomen waarin de silhouetten van de drie presentatoren op krukken zitten tegen een witte achtergrond.

### Running gags
Elke aflevering van The Grand Tour bevat een aantal running gags. In de introductiefilm wordt er een drone neergeschoten, en vanaf de derde aflevering wordt een van de namen van de presentatoren verkeerd geschreven. Daarnaast bevat de show een segment genaamd "Celebrity Brain Crash", waarin bekende personen onderweg naar de studio altijd op een of andere manier komen te "overlijden". May vraagt hierop, "Betekent dit dat hij/zij dan niet komt?", waarop Hammond geïrriteerd antwoordt, "Nee James, hij/zij komt niet".

### Celebrity Face Off
Na klachten over het onderdeel "Celebrity Brain Crash" is dit in seizoen 2 vervangen door "Celebrity Face Off". Elke week strijden twee beroemdheden tegen elkaar in een Jaguar F-Type R-Dynamic coupe op een circuit in Enstone, vlak bij de vaste locatie van de tent in seizoen 2. 
| Gast              | Tijd   | Conditie | Aflevering |
| ----------------- | ------ | -------- | ---------- |
| Ricky Wilson      | 1:20.1 |          | 14         |
| David Hasselhoff  | 1:24.1 |          | 14         |
| Kevin Pietersen   | 1:17.2 |          | 15         |
| Brian Wilson      | 1:17.5 |          | 15         |
| Hugh Bonneville   | 1:22.2 |          | 16         |
| Casey Anderson    | 1:18.6 |          | 16         |
| Michael Ball      | 1:23.3 | Vochtig  | 17         |
| Alfie Boe         | 1:24.4 | Vochtig  | 17         |
| Dominic Cooper    | 1:23.6 | Nat      | 18         |
| Bill Bailey       | 1:25.1 | Nat      | 18         |
| Luke Evans        | 1:21.3 |          | 19         |
| Kiefer Sutherland | 1:17.8 |          | 19         |
| Bill Goldberg     | 1:20.4 |          | 20         |
| Anthony Joshua    | 1:18.7 |          | 20         |
| Nick Mason        | 1:21.3 |          | 21         |
| Stewart Copeland  | 1:24.2 |          | 21         |
| Dynamo            | 1:39.3 | Sneeuw   | 22         |
| Penn & Teller     | 1:33.8 | Sneeuw   | 22         |
| Rory McIlroy      | 1:21.9 |          | 23         |
| Paris Hilton      | 1:25.8 |          | 23         |

## Afleveringen

### Seizoen 1
| #  | Titel                          | Locatie                             | Datum            |
| -- | ------------------------------ | ----------------------------------- | ---------------- |
| 1  | The Holy Trinity               | Los Angeles, Verenigde Staten       | 18 november 2016 |
| 2  | Operation Desert Stumble       | Johannesburg, Zuid-Afrika           | 25 november 2016 |
| 3  | Opera, Arts and Donuts         | Whitby, Verenigd Koninkrijk         | 2 december 2016  |
| 4  | Enviro-mental                  | Whitby, Verenigd Koninkrijk         | 9 december 2016  |
| 5  | Moroccan Roll                  | Rotterdam, Nederland                | 16 december 2016 |
| 6  | Happy Finnish Christmas        | Saariselkä, Finland                 | 23 december 2016 |
| 7  | The Beach (Buggy) Boys, Part 1 | geen tent (special in Namibië)      | 30 december 2016 |
| 8  | The Beach (Buggy) Boys, Part 2 | geen tent (special in Namibië)      | 31 december 2016 |
| 9  | Berks To The Future            | Stuttgart, Duitsland                | 6 januari 2017   |
| 10 | Dumb Fight at the O.K. Coral   | Nashville, Verenigde Staten         | 13 januari 2017  |
| 11 | Italian Lessons                | Loch Ness, Verenigd Koninkrijk      | 20 januari 2017  |
| 12 | [censored] to [censored]       | Loch Ness, Verenigd Koninkrijk      | 27 januari 2017  |
| 13 | Past v Future                  | Dubai, Verenigde Arabische Emiraten | 3 februari 2017  |

### Seizoen 2
Vanwege Richard Hammond's autocrash in Zwitserland en de longontsteking van Jeremy Clarkson is gekozen om de tent op een vaste plek in de Cotswolds te houden.
| #  | Titel                       | Datum            | Gasten                              |
| -- | --------------------------- | ---------------- | ----------------------------------- |
| 1  | Past, Present or Future     | 8 december 2017  | David Hasselhof, Ricky Wilson       |
| 2  | The Fall Guys               | 15 december 2017 | Kevin Pietersen, Brian Wilson       |
| 3  | Bah humbug-atti             | 22 december 2017 | Hugh Bonneville, Casey Anderson     |
| 4  | Unscripted                  | 29 december 2017 | Michael Ball, Alfie Boe             |
| 5  | Up, Down and Round the Farm | 5 januari 2018   | Bill Bailey, Dominic Cooper         |
| 6  | Jaaaaaaaags                 | 12 januari 2018  | Luke Evans, Kiefer Sutherland       |
| 7  | It's a Gas, Gas, Gas        | 19 januari 2018  | Anthony Joshua, Bill Goldberg       |
| 8  | Blasts from the Past        | 26 januari 2018  | Stewart Copeland, Nick Mason        |
| 9  | Breaking, badly             | 2 februari 2018  | Dynamo, Penn & Teller               |
| 10 | Oh, Canada                  | 9 februari 2018  | Rory McIlroy, Paris Hilton          |
| 11 | Feed The World              | 16 februari 2018 | geen gasten (special in Mozambique) |

### Seizoen 3
Eind november werd bekendgemaakt dat seizoen 3 vanaf 18 januari 2019 te zien is op Amazon Prime. 
| #  | Titel                                   | Datum            |
| -- | --------------------------------------- | ---------------- |
| 1  | Motown Funk                             | 18 januari 2019  |
| 2  | Colombia Special Part 1                 | 25 januari 2019  |
| 3  | Colombia Special Part 2                 | 26 januari 2019  |
| 4  | Pick Up, Put Downs                      | 1 februari 2019  |
| 5  | An itchy urus                           | 8 februari 2019  |
| 6  | Chinese food for thought                | 15 februari 2019 |
| 7  | Well Aged Scotch                        | 22 februari 2019 |
| 8  | International Buffoons Vacation         | 1 maart 2019     |
| 9  | Aston Astronauts and Angelinas Children | 8 maart 2019     |
| 10 | The Youth Vote                          | 15 maart 2019    |
| 11 | Sea to Unsalty Sea                      | 22 maart 2019    |
| 12 | Legends and Luggage                     | 29 maart 2019    |
| 13 | The Flat Pack                           | 5 april 2019     |
| 14 | Funeral for a Ford                      | 12 april 2019    |

### Seizoen 4
In het nieuwe seizoen wordt een ander format gebruikt. Er worden geen opnames meer gemaakt in de tent met publiek. In plaats daarvan ligt de focus op bredere avonturen, zoals bijvoorbeeld in de eerdere specials te zien was. 
| # | Titel           | Datum            |
| - | --------------- | ---------------- |
| 1 | Seamen          | 13 december 2019 |
| 2 | A Massive Hunt  | 18 december 2020 |
| 3 | Lochdown        | 30 Juli 2021     |
| 4 | Carnage A Trois | 17 december 2021 |

### Seizoen 5
| # | Titel            | Datum             |
| - | ---------------- | ----------------- |
| 1 | A Scandi Flick   | 16 september 2022 |
| 2 | Eurocrash        | 16 juni 2023      |
| 3 | Sand Job         | 16 februari 2024  |
| 4 | One For The Road | 13 september 2024 |